# ديفيد كونر
ديفيد كونر (بالإنجليزية: David Conner)‏ ، من مواليد سنة 1792م، وتوفي بتاريخ 20 مارس سنة 1856م، وهو ضابط كبير للقوات البحرية الأمريكية، حارب ضد القوات المكسيكية في عقد 1840م. .

## مصدر
1. ↑  المُعرِّف متعدِد الأوجه لمصطلح الموضوع | David Conner، QID:Q3294867
2. ↑  John C. Fredriksen (27 Nov 2017). "Conner, David (1792-1856), naval officer". American National Biography Online (بالإنجليزية). DOI:10.1093/ANB/9780198606697.ARTICLE.0300110. ISSN:1470-6229. QID:Q103851707.
3. ↑  Griffis, William Elliot. (1887). Matthew Calbraith Perry: A Typical American Naval Officer, pp. 154-155. نسخة محفوظة 03 يونيو 2016 على موقع واي باك مشين.